# Aeroportul Pathankot
Aeroportul Pathankot (IATA: IXP, ICAO: VIPK) este un aeroport din Pathankot⁠(d), Pathankot District⁠(d), Jalandhar division⁠(d), Punjab, India ce deservește zona Pathankot⁠(d). Aeroportul a fost tranzitat în octombrie 2022 de 12 pasageri. A fost deschis în 21 noiembrie 2006 și numit după zona deservită.
Situat la o altitudine de 310 m, aeroportul dispune de o singură pistă.